# عملية قناة مجرى الماء
عملية قناة مجرى الماء هي سلسلة تجارب القنابل النووية الأمريكية تتكون من 10 تجارب نووية أجريت بين عامي 1989-1990. سبقت هذه الاختبارات سلسلة "عملية حجر الزاوية" وتلتها سلسلة عملية إسقلبينية.